# Provinciaal park
Een provinciaal park, provinciepark of territoriaal park (Engels: provincial park of territorial park, Frans: parc provincial of parc territorial) is een beschermd natuurgebied in Canada dat onder het bestuur staat van een van de provincies of territoria. Op het vlak van beleid zijn er overeenkomsten tussen provincieparken en de federaal beheerde nationale parken.
In de provincie Quebec, die als natie binnen Canada erkend is, bestuurt de Société des établissements de plein air du Québec de provinciale parken en heten ze 'nationale parken'.
Provinciale parken die aan bezoekers geen faciliteiten (zoals bijvoorbeeld een kampeerterrein) aanbieden staan in sommige provincies, zoals Newfoundland en Labrador, bekend als provincial park reserves.

## Voorbeelden
Hieronder staat een beknopte selectie van provinciale parken vermeld, tezamen met de provincie waarin ze gelegen zijn.
Alberta
- Dinosaur Provincial Park
- Fish Creek Provincial Park

Brits-Columbia
- Rearguard Falls Provincial Park
- Tatshenshini-Alsek Provincial Park
- Ten Mile Lake Provincial Park
- Wells Gray Provincial Park

Newfoundland en Labrador
- Gooseberry Cove Provincial Park
- Newfoundland T'Railway Provincial Park
- Sir Richard Squires Memorial Provincial Park

Ontario
- Algonquin Provincial Park

Quebec
- Parc national du Bic
- Parc national des Grands-Jardins
- Parc national de la Jacques-Cartier
- Parc national de Plaisance